# Henry Lécroart
Henry Lécroart (tiếng Trung: 劉欽明, Hán-Việt: Lưu Khâm Minh) (1864 - 1939 hoặc 1940) là giám mục dòng Tên, Nguyên Giám mục Tông tòa của huyện Hiến, Trung Quốc và là Giám mục Hiệu tòa của Anchialus, kiêm chức vụ Thanh tra Tòa Thánh.

## Thân thế
Henry Lécroart sinh ngày 4 tháng 11 năm 1864 tại Lille, Pháp.

## Công việc
Năm 1883, ông là thành viên của dòng Tên và được thụ phong linh mục vào ngày 28 tháng 8 năm 1897. Ngày 30 tháng 7 năm 1917 được chỉ định làm Giám mục Phó Tông tòa của Đông Nam Trực Lệ (chữ Hán: 直隸東南), Trung Quốc và Giám mục Hiệu tòa của Anchialus. Ông được tấn phong Giám mục Hiệu tòa của Anchialus vào ngày 7 tháng 2 năm 1918. Ngày 23 tháng 12 năm 1919, Henry Lécroart kế vị Giám mục Tông tòa của huyện Hiến, ngày 2 tháng 12 năm 1937 thì về hưu.
Vào năm 1922, Giáo hoàng Piô XI chỉ định Henry Lécroart làm Khâm sai đi kinh lược từ ngày 4 tháng 11 năm 1922 đến ngày 30 tháng 6 năm 1923 để xem xét cách tổ chức lẫn chương trình đào tạo của các chủng viện tại Đông Dương và tình hình của các giáo phận tại đây; Henry Lécroart đã làm chủ tọa hai cuộc hội nghị của các giám mục với mười một giám mục ở Phát Diệm từ ngày 4 đến ngày 9 tháng 2 năm 1923 và với bảy giám mục ở Sài Gòn vào ngày 20 tháng 6 năm 1923, một số vấn đề đã được đặt ra tại hội nghị. Hai cuộc hội nghị được đánh giá là đã "đem lại một số kết quả tốt đẹp cho Giáo hội Việt Nam".
Henry Lécroart đã đề nghị Thánh Bộ Truyền giáo đổi tên các giáo phận ở Đông Dương theo tên của các thành phố có Tòa Giám mục, đề nghị này được tán thành và sắc lệnh đổi tên các địa phận Đông Dương đã được ban hành vào ngày 3 tháng 12 năm 1924 bởi Thành Bộ Truyền giáo với sự chuẩn y của Giáo hoàng Piô XI. Hội đồng Giám mục Đông Dương cũng được thành lập.

## Cuối đời và kế vị
Theo một cuốn sách của Anthony E. Clark thì Henry Lécroart mất năm 1939 và theo trang www.gcatholic.org thì ông mất ngày 17 tháng 8 năm 1939, tuy nhiên theo trang www.catholic-hierarchy.org thì ông qua đời vào ngày 17 tháng 8 năm 1940, khi đã 75 tuổi.

## Các dấu mốc
- Sinh ngày 4 tháng 11 năm 1864 tại Pháp[1][2]
- 1883: Thành viên dòng Tên đã phát nguyện[2]
- 28 tháng 8 năm 1897: Được tấn phong linh mục Dòng Tên[2]
- 30 tháng 7 năm 1917 - 23 tháng 12 năm 1919: Phó Giám mục Tông tòa của Trực Lệ Đông Nam (chữ Hán: 直隸東南), Trung Quốc[1][2]
- 30 tháng 7 năm 1917 - 17 tháng 8 năm 1939: Giám mục Hiệu tòa của Anchialus[1][2]
- 23 tháng 12 năm 1919 - 3 tháng 12 năm 1924: Giám mục Tông tòa của Trực Lệ Đông Nam, Trung Quốc[1][2]
- 3 tháng 12 năm 1924 - 2 tháng 12 năm 1936[b]: Giám mục Tông tòa của huyện Hiến, Trung Quốc[1]
- Qua đời ngày 17 tháng 8 năm 1939[1][a]